# Cordulegaster lunifera
Cordulegaster lunifera är en trollsländeart. Cordulegaster lunifera ingår i släktet Cordulegaster och familjen kungstrollsländor. IUCN kategoriserar arten globalt som otillräckligt studerad.

## Underarter
Arten delas in i följande underarter:
- C. l. lunifera
- C. l. pekinensis